# Qāẕī Akhavī
Qāẕī Akhavī (persiska: قاضی اخوی) är en ort i Iran.   Den ligger i provinsen Västazarbaijan, i den nordvästra delen av landet, 500 km väster om huvudstaden Teheran. Qāẕī Akhavī ligger 1 586 meter över havet och antalet invånare är 234.
Terrängen runt Qāẕī Akhavī är huvudsakligen kuperad, men den allra närmaste omgivningen är platt. Runt Qāẕī Akhavī är det ganska glesbefolkat, med 47 invånare per kvadratkilometer. Närmaste större samhälle är Shāhīn Dezh, 14,0 km öster om Qāẕī Akhavī. Trakten runt Qāẕī Akhavī består i huvudsak av gräsmarker.